# 24 czerwca
24 czerwca jest 175. (w latach przestępnych 176.) dniem w kalendarzu gregoriańskim. Do końca roku pozostaje 190 dni.

## Święta
- Imieniny obchodzą: Danuta, Emilia, Jan, Janina, Jan Chrzciciel, Janisław, Longin, Longina, Romuald, Romualda, Symplicjusz, Symplicy, Teodulf i Wilhelm.
- Wigilia św. Jana (Noc Świętojańska), święto katolickie obchodzone w nocy z 23 na 24 czerwca; tradycyjna Noc Kupały obchodzona jest w nocy z 21 na 22 czerwca
- Andora, Estonia, Litwa, Łotwa, Quebec – Dzień św. Jana
- Dawne święto Inti Raymi w Imperium Inków
- Polska – Światowy Dzień Chorych na Osteoporozę[1] (od 1964 roku święto osób niewidomych) (właściwy Światowy Dzień Osteoporozy, ang. World Osteoporosis Day, ustanowiony przez IOF obchodzony jest 20 października)[2]
- Peru – Dzień Indian
- Wenezuela – Rocznica Bitwy o Carabobo
- Wspomnienia i święta w Kościele katolickim[3][4] obchodzą:
  - św. Jan Chrzciciel (Narodzenie św. Jana Chrzciciela)
  - św. María Guadalupe García Zavala (matka Lupita, zakonnica)
  - św. Rumold z Mechelen
  - św. Symplicjusz z Autun (biskup)

## Wydarzenia w Polsce
- 972 – Mieszko I pokonał w bitwie pod Cedynią wojska margrabiego Marchii Łużyckiej Hodona.
- 1298 – W Kościanie zawarto tajny układ na mocy którego arcybiskup gnieźnieński Jakub Świnka i hierarchia kościelna w zamian za wielki przywilej swobód zobowiązali się popierać Henryka III Głogowskiego. Nieco później biskup poznański Andrzej Zaremba obłożył Władysława Łokietka klątwą.
- 1518 – Król Zygmunt I Stary nakazał przejściową blokadę handlową z ziemiami zakonu krzyżackiego pod groźbą kary śmierci i konfiskaty dóbr.
- 1523 – Biskup Andrzej Krzycki odbył ingres do katedry przemyskiej.
- 1551 – W katedrze wileńskiej została pochowana królowa Polski i wielka księżna litewska Barbara Radziwiłłówna.
- 1575 – W Krakowie sfanatyzowany tłum zbezcześcił cmentarz protestancki.
- 1607 – Uczestnicy rokoszu Zebrzydowskiego ogłosili w obozie pod Jeziorną akt detronizacji króla Zygmunta III Wazy.
- 1651 – Na Podhalu zostało stłumione powstanie chłopskie pod przywództwem Aleksandra Kostki-Napierskiego oraz Stanisława Łętowskiego i Marcina Radockiego.
- 1657 – Odprawiono pierwsze nabożeństwo w kościele Pokoju w Świdnicy.
- 1698 – Wielki pożar Mrągowa.
- 1759 – Wielki pożar Trzcianki w Wielkopolsce.
- 1794 – Insurekcja kościuszkowska: zwycięstwo powstańców nad wojskiem pruskim w bitwie pod Osowcem.
- 1797 – W wodach Odry w Opatowicach (obecnie część Wrocławia) niemiecki wynalazca Karl Heinrich Klingert przeprowadził pierwszy test pierwszego funkcjonalnego aparatu nurkowego własnej konstrukcji.
- 1897 – Premiera Stepu Zygmunta Noskowskiego, pierwszego polskiego poematu symfonicznego.
- 1905 – Zostało zdławione powstanie łódzkie.
- 1922 – Utworzono Wyższy Urząd Górniczy z siedzibą w Katowicach.
- 1923 – Do Warszawy przybył z sześciodniową oficjalną wizytą król Rumunii Ferdynand I Hohenzollern-Sigmaringen wraz z małżonką.
- 1925 – Powstał klub poselski Białoruskiej Włościańsko-Robotniczej Hromady.
- 1930 – Na Stadionie Olimpijskim we Wrocławiu zakończyły się III Igrzyska Niemieckie.
- 1941:
  - Masakry więzienne NKWD: rozpoczęły się ewakuacje więzień NKWD w Berezweczu i Wilejce, których konsekwencjami były tzw. „marsze śmierci”: Berezwecz-Taklinowa, w trakcie którego zginęło ok. 1–2 tys. więźniów i Wilejka-Borysów, w którego trakcie zginęło od 500 do 800 więźniów.
  - Operacja „Barbarossa”: Adolf Hitler przybył do swej kwatery głównej Wolfsschanze w lesie gierłoskim pod Kętrzynem; Wehrmacht zajął Przemyśl i Wilno.
- 1942 – Niemcy wymordowali we Lwowie 6–8 tys. Żydów mieszkających poza granicami getta.
- 1943:
  - W nocy z 23 na 24 czerwca rozpoczęła się operacja „Werwolf”, akcja pacyfikacyjno-wysiedleńcza przeprowadzona przez Niemców na Zamojszczyźnie w czerwcu i sierpniu 1943 roku, podczas której wysiedlono od 30 do 60 tys. Polaków ze 171 wsi. Tego dnia spacyfikowano wieś Majdan Nowy, mordując co najmniej 28 osób.
  - W Zbydniowie na Podkarpaciu oddział SS zamordował 19 uczestników wesela odbywającego się we dworze rodziny Horodyńskich.
- 1965 – Sejm PRL IV kadencji dokonał wyboru władz państwowych. Marszałkiem Sejmu został Czesław Wycech, przewodniczącym Rady Państwa Edward Ochab, a premierem Józef Cyrankiewicz.
- 1972 – Na górze Czcibor koło Cedyni odsłonięto Pomnik Polskiego Zwycięstwa nad Odrą.
- 1975 – Premiera filmu kryminalnego Strach w reżyserii Antoniego Krauzego.
- 1976 – Zapowiedziana przez premiera Piotra Jaroszewicza podwyżka cen żywności wywołała protesty robotnicze, znane jako Czerwiec ’76.
- 1978 – We Wrocławiu urodziła się 35-milionowa obywatelka Polski.
- 1990 – Lech Wałęsa ogłosił tzw. „wojnę na górze”.
- 1991 – W katastrofie kolejowej pod Tychami zginęły 3 osoby, a 22 zostały ranne.
- 1994 – Sejm RP przyjął ustawę o własności lokali.
- 2004 – W tzw. trzecim podejściu Sejm RP udzielił wotum zaufania rządowi Marka Belki.
- 2017 – Otwarto Muzeum Mitologii Słowiańskiej w Owidzu.
- 2021 - W Tomaszowie Mazowieckim spadł największy grad w historii pomiarów w Polsce. Średnica gradziny osiągnęła 13,5 cm.[5]

## Wydarzenia na świecie

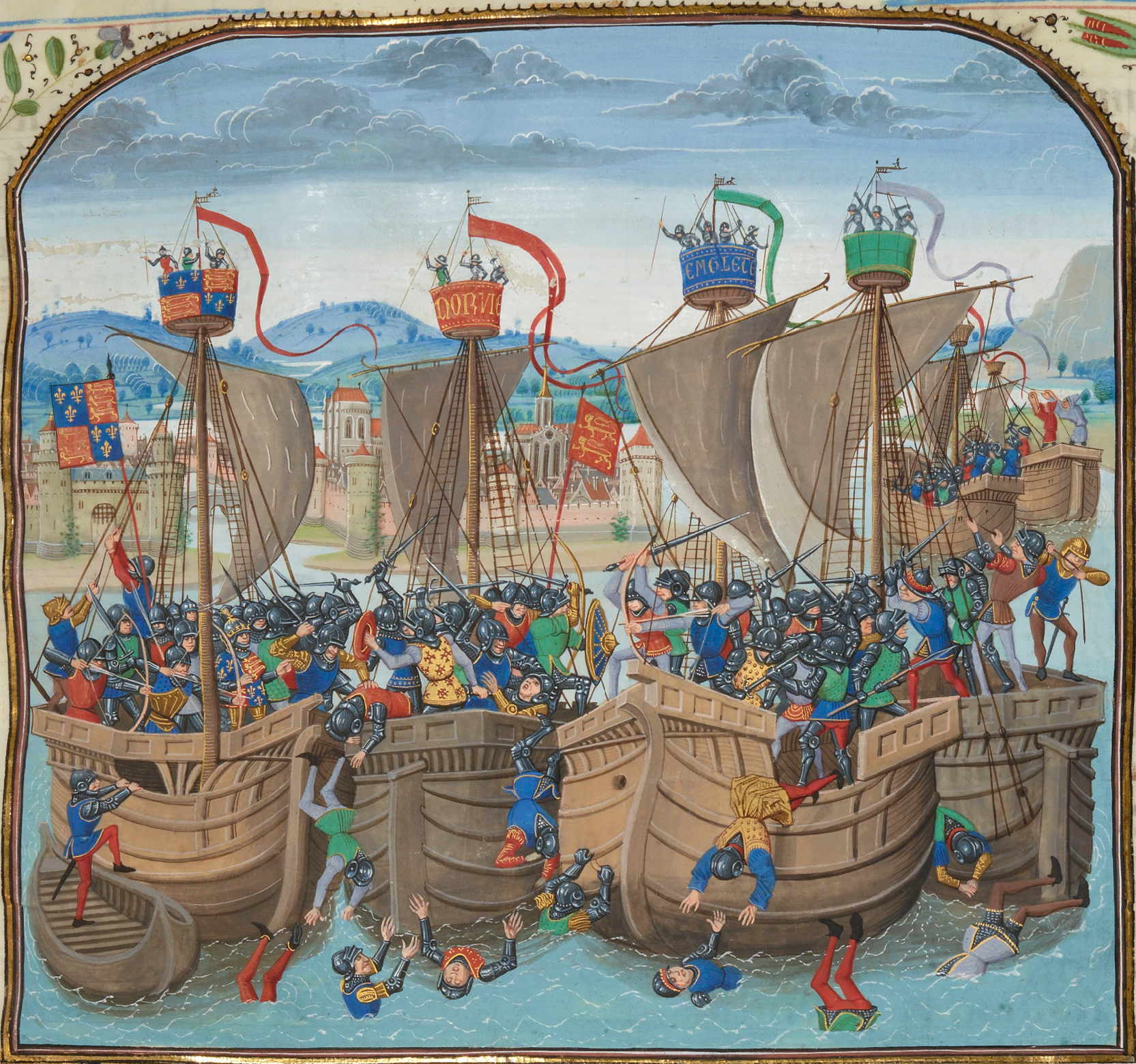
Bitwa pod Sluys (1340) na XV-wiecznej miniaturze

- 79 – Tytus Flawiusz został cesarzem rzymskim.
- 474 – Juliusz Nepos, po obaleniu Gliceriusza, został cesarzem zachodniorzymskim.
- 637 – Król Dalriady Domnall Brecc i jego sojusznik Congal Cáech z Dál nAraidi zostali pokonani w bitwie pod Mag Rath (obecnie Irlandia Północna) przez Domnalla mac Áedo z klanu Cenél Conaill, ówczesnego Wielkiego Króla Irlandii.
- 843 – Wikingowie splądrowali Nantes. W katedrze, podczas odprawiania mszy, został zamordowany biskup Gunthar.
- 1128 – Przyszły pierwszy król Portugalii Alfons I zwyciężył w bitwie pod São Mamede nad swoją matką Teresą de León i jej kochankiem Fernandem Pérezem de Trabą.
- 1144 – Król Nawarry Garcia IV Odnowiciel ożenił się z Urraką Kastylijską.
- 1258 – Zwycięstwo floty weneckiej nad genueńską w bitwie przy twierdzy Akka.
- 1282 – Król Portugalii Dionizy I ożenił się z Elżbietą Aragońską.
- 1314 – I wojna o niepodległość Szkocji: decydujące zwycięstwo wojsk szkockich w bitwie pod Bannockburn.
- 1340 – Wojna stuletnia: zwycięstwo floty angielskiej nad francuską w bitwie pod Sluys.
- 1398 – Jianwen został cesarzem Chin.
- 1497 – Włoski żeglarz i odkrywca w służbie angielskiej Giovanni Caboto (John Cabot) wylądował na Nowej Fundlandii.
- 1509 – Odbyła się koronacja króla Anglii Henryka VIII Tudora i jego pierwszej żony Katarzyny Aragońskiej.
- 1520 – Na tzw. „Polu Złotogłowia”, specjalnie wybudowanym obozie reprezentacyjnym pod Balinghem na skraju angielskich posiadłości wokół Calais, dobiegło końca trwające od 7 czerwca spotkanie króla Anglii Henryka VIII Tudora z królem Francji Franciszkiem I Walezjuszem.
- 1523 – Nowy król Szwecji wjechał uroczyście do Sztokholmu.
- 1535 – Oddziały katolickiego biskupa niemieckiego Münster wdarły się do okupowanego przez anabaptystów miasta i dokonały ich rzezi (koniec komuny anabaptystów w Münster).
- 1537 – Ignacy Loyola i Franciszek Ksawery otrzymali święcenia kapłańskie z rąk biskupa Dalmacji Vincenzo Nagusantiego.
- 1547 – Wybuchł wielki pożar Moskwy.
- 1552 – Wojska tureckie rozpoczęły oblężenie Temeszwaru.
- 1571 – Konkwistador Miguel López de Legazpi założył Manilę na Filipinach.
- 1573 – Książę Wacław III Adam wydał tzw. ustawę krajową stanowiącą zbiór wszelkich unormowań prawnych dotyczących księstwa cieszyńskiego.
- 1605 – Na żądanie cara Dymitra I Samozwańca sobór biskupów ogłosił nowym patriarchą moskiewskim Ignacego, usuwając dotychczasowego Hioba.
- 1610 – II wojna polsko-rosyjska: zwycięstwo wojsk polskich w bitwie pod Carowym Zajmiszczem.
- 1619 – Prawosławny patriarcha Jerozolimy Teofan II zatwierdził w Moskwie odrodzenie miejscowego patriarchatu i kanonicznie konsekrował metropolitę Filareta na jego zwierzchnika.
- 1621 – Król Francji Ludwik XIII zdobył po oblężeniu bronione przez hugenotów miasto Saint-Jean-d’Angély.
- 1622 – Holendersko-portugalska wojna kolonialna: zwycięstwo Portugalczyków w bitwie pod Makau.
- 1645 – Armia osmańska rozpoczęła inwazję na Kretę – początek VI wojny wenecko-tureckiej.
- 1648 – Angielska wojna domowa: zwycięstwo wojsk Parlamentu w bitwie pod Maidstone.
- 1713 – Zawarto pokój adrianopolski kończący III wojnę turecko-rosyjską.
- 1717 – Wolnomularstwo: powstała Wielka Loża Londynu.
- 1762 – Wojna siedmioletnia: zwycięstwo wojsk brytyjsko-hanowersko-hesko-brunszwicko-pruskich nad francuskimi w bitwie pod Wilhelmstahl.
- 1793 – Konwent Narodowy uchwalił konstytucję Francji.
- 1796 – Gen. Pierre Augereau zniósł trybunał inkwizycyjny w zajętej kilka dni wcześniej przez francuskie wojska rewolucyjne włoskiej Bolonii.
- 1812 – Wielka Armia pod wodzą Napoleona Bonapartego rozpoczęła inwazję na Rosję.
- 1813 – Wojna brytyjsko-amerykańska: zwycięstwo Brytyjczyków w bitwie pod Beaver Dams.
- 1821 – Wojna o niepodległość Wenezueli: wojska Simóna Bolívara odniosły decydujące zwycięstwo nad Hiszpanami w bitwie pod Carabobo.
- 1833 – Polscy zesłańcy syberyjscy zawiązali tzw. spisek omski.
- 1839 – Zwycięstwo wojsk egipskich nad tureckimi w bitwie pod Nisibis.
- 1852 – Brytyjski astronom John Russell Hind odkrył planetoidę (18) Melpomene.
- 1854 – Wojna krymska: zakończyło się nieudane rosyjskie oblężenie bronionej przez garnizon turecki twierdzy Silistra nad Dunajem (5 kwietnia-24 czerwca).
- 1859 – Wojna francusko-austriacka: wojska francusko-sardyńskie pod dowództwem Napoleona III Bonapartego zwyciężyły armię austriacką w bitwie pod Solferino.
- 1866:
  - Polscy zesłańcy rozpoczęli powstanie zabajkalskie.
  - Wojna prusko-austriacka: zwycięstwo wojsk austriackich nad sprzymierzoną z Prusami armią włoską w bitwie pod Custozą.
- 1880 – Po raz pierwszy publicznie wykonano patriotyczną pieśń O Canada, będącą od 1980 roku hymnem Kanady.
- 1894 – Prezydent Francji Sadi Carnot został zraniony sztyletem przez włoskiego anarchistę Santo Caserio, w wyniku czego zmarł następnego dnia w szpitalu.
- 1898 – Wojna amerykańsko-hiszpańska: nierozstrzygnięta bitwa pod Las Guasimas na Kubie.
- 1900:
  - Powstanie bokserów: w nocy z 23 na 24 czerwca powstańcy dokonali w Pekinie masakry 222 wyznawców prawosławia.
  - Uruchomiono komunikację tramwajową w rosyjskim Astrachaniu.
- 1901 – W Paryżu otwarto pierwszą wystawę prac Pabla Picassa.
- 1902 – Król Wielkiej Brytanii Edward VII przeszedł pilną operację usunięcia wyrostka robaczkowego, co wymusiło przełożenie planowanej na 26 czerwca koronacji jego i jego żony Aleksandry.
- 1909 – Założono chilijski klub piłkarski Everton de Viña del Mar.
- 1910:
  - Japonia dokonała inwazji na Koreę.
  - Założono włoską firmę motoryzacyjną Alfa Romeo.
- 1913 – Joseph Cook został premierem Australii.
- 1916 – I wojna światowa: rozpoczęła się ofensywa wojsk Ententy nad Sommą.
- 1918 – Noe Żordania został premierem Gruzji.
- 1919 – Antal Dovcsák został premierem Węgierskiej Republiki Rad.
- 1920:
  - Wojna grecko-turecka: wojska greckie zdobyły Alaşehir.
  - W Rosji Radzieckiej utworzono Czuwaski Obwód Autonomiczny.
- 1921 – Liga Narodów przyznała Finlandii Wyspy Alandzkie z zastrzeżeniem przyznania rozległej autonomii dla tamtejszej szwedzkojęzycznej ludności i utrzymania demilitaryzacji.
- 1922:
  - Gen. Juan Vicente Gómez został po raz drugi prezydentem Wenezueli.
  - W Berlinie skrajnie prawicowi oficerowie z organizacji „Consul“ zamordowali ministra spraw zagranicznych Waltera Rathenaua.
- 1925 – USA i Węgry podpisały w Waszyngtonie traktat o przyjaźni, handlu i stosunkach konsularnych.
- 1927 – W Rumunii została założona faszystowska Żelazna Gwardia (początkowo jako Legion Michała Archanioła).
- 1930:
  - 34 więźniów zginęło, a 60 zostało rannych w trakcie tłumienia buntu w więzieniu w Rangunie w Birmie.
  - Premiera amerykańskiego filmu więziennego Szary dom w reżyserii George’a W. Hilla.
- 1931 – W Moskwie podpisano protokół o przedłużeniu bez ograniczenia czasowego niemiecko-radzieckiego traktatu berlińskiego z 1926 roku, gwarantującego neutralność sygnatariuszy w przypadku agresji państwa trzeciego na jedną ze stron.
- 1932 – W Syjamie (dzisiejszej Tajlandii) grupa wojskowych i cywilów przeprowadziła bezkrwawy zamach stanu, żądając od króla Prajadhipoka zmiany systemu politycznego, na co ten się zgodził i 10 grudnia 1932 wprowadził pierwszą konstytucję, przekształcającą monarchię absolutną w monarchię konstytucyjną.
- 1935 – W katastrofie lotniczej w kolumbijskim Medellín zginęło 14 osób, w tym argentyński piosenkarz, kompozytor i aktor Carlos Gardel.
- 1937 – Do flagi Liechtensteinu dodano koronę książęcą, aby odróżnić ją od flagi Haiti.
- 1938 – W pobliżu miejscowości Chicora w amerykańskim stanie Pensylwania na wysokości 20 km eksplodował meteoryt o masie ok. 450 ton.
- 1940:
  - Front zachodni: w nocy z 24 na 25 czerwca brytyjscy komandosi dokonali rajdu na wybrzeże w okolicach Boulogne w okupowanej przez Niemców Francji.
  - Włoski okręt podwodny „Luigi Galvani” został zatopiony w Zatoce Omańskiej przez brytyjski slup HMS „Falmouth”. Zginęło 25 członków załogi, a 31 (w tym kapitan) zostało uratowanych przez Brytyjczyków.
  - W Rzymie zawarto rozejm francusko-włoski.
- 1941:
  - Zwodowano japoński lotniskowiec „Hiyō”.
  - Zwycięstwem wojsk brytyjskich nad siłami Francji Vichy zakończyła się bitwa pod Mardż Ujun we Francuskim Libanie (19-24 czerwca).
- 1942 – Czeska wieś Leżaki została zrównana z ziemią w odwecie za zamach na Reinharda Heydricha.
- 1944 – Japoński statek „Tamahoko Maru” został zatopiony w pobliżu Nagasaki przez amerykański okręt podwodny USS „Tang”, co spowodowało śmierć 560 alianckich jeńców wojennych.
- 1945:
  - Na Placu Czerwonym w Moskwie odbyła się Parada Zwycięstwa.
  - Willem Schermerhorn został premierem Holandii.
- 1948 – Radzieckie władze okupacyjne zawiesiły ruch na szlaku kolejowym łączącym Berlin z amerykańską strefą okupacyjną w Niemczech, co rozpoczęło blokadę miasta.
- 1951 – Maria Dominika Mazzarello i Emilia de Vialar zostały kanonizowane przez papieża Piusa XII.
- 1952 – Ukazało się pierwsze wydanie niemieckiego dziennika „Bild”.
- 1956 – 32 spośród 45 osób na pokładzie zginęły w katastrofie lecącego z Lagos do Londynu samolotu Canadair North Star należącego do British Overseas Airways Corporation, do której doszło krótko po starcie po międzylądowaniu w Porcie lotniczym Kano w północnej Nigerii.
- 1960:
  - 54 osoby zginęły w katastrofie samolotu Convair 340 w brazylijskim Rio de Janeiro.
  - Dokonano oblotu brytyjskiego samolotu pasażerskiego Hawker Siddeley HS 748.
  - Patrice Lumumba został pierwszym premierem Demokratycznej Republiki Konga.
  - W Caracas doszło do nieudanego zamachu na prezydenta Wenezueli Rómulo Betancourta.
- 1963 – Wielka Brytania przyznała autonomię Sułtanatowi Zanzibaru.
- 1965 – Premiera westernu Kasia Ballou w reżyserii Elliota Silversteina.
- 1974 – Trzech arabskich terrorystów zaatakowało dom mieszkalny i wzięło zakładników w izraelskim mieście Naharijja. Następnego dnia zostali zabici w czasie szturmu izraelskich komandosów, zabijając wcześniej 4 i raniąc 8 zakładników.
- 1975 – 113 osób zginęło, a 11 zostało rannych w katastrofie należącego do Eastern Air Lines Boeinga 727 w Nowym Jorku.
- 1976 – Manila została ponownie stolicą Filipin. Od 1948 roku było nią Quezon City.
- 1978 – W zamachu bombowym zginął prezydent Jemenu Północnego gen. Ahmad al-Ghaszmi.
- 1979 – Dokonano pierwszego wejścia na szczyt Thalay Sagar w Himalajach (6904 m).
- 1981:
  - Miało miejsce pierwsze, nieuznane przez Kościół katolicki, objawienie Najświętszej Maryi Panny w Međugorje w Bośni i Hercegowinie.
  - Premiera filmu sensacyjnego Tylko dla twoich oczu w reżyserii Johna Glena.
  - Wojna domowa w Ugandzie: żołnierze Ugandyjskiej Armii Wyzwolenia Narodowego dokonali masakry 86 osób (głównie kobiet i dzieci) chroniących się na terenie misji katolickiej koło miasta Arua na północnym wschodzie kraju.
- 1982:
  - Jean-Loup Chrétien został pierwszym Francuzem w przestrzeni kosmicznej jako członek załogi statku Sojuz T-6.
  - W odbywającym rejs z Londynu do Auckland na Nowej Zelandii Boeingu 747 linii British Airways doszło, po wleceniu w chmurę pyłu wulkanicznego, do awarii wszystkich 4 silników. Po jej opuszczeniu 3 silniki wznowiły pracę i samolot wylądował awaryjnie w stolicy Indonezji Dżakarcie.
- 1994:
  - Podpisano porozumienie o współpracy i partnerstwie między Rosją a Unią Europejską.
  - W katastrofie bombowca B-52 w amerykańskiej bazie wojskowej Fairchild w stanie Waszyngton zginęły 4 osoby.
- 1995 – W miejscowości Krouna w kraju pardubickim w Czechach trzy w pełni załadowane wagony ze złomem i drewnem oderwały się od składu i osiągając wysoką prędkość na długim zjeździe zderzyły się czołowo z nadjeżdżającym pojedynczym pasażerskim wagonem motorowym z serii 810, w wyniku czego 19 osób zginęło, a 4 zostały ciężko ranne.
- 1996 – W Nowej Myszy na Białorusi odsłonięto pomnik Jana Czeczota.
- 2002 – 288 osób zginęło w katastrofie kolejowej w Tanzanii.
- 2003 – Matti Vanhanen został premierem Finlandii.
- 2005:
  - Mahmud Ahmadineżad zwyciężył w II turze wyborów prezydenckich w Iranie.
  - Otwarto odbudowany Cmentarz Obrońców Lwowa.
- 2006 – Prezydent Filipin Gloria Macapagal-Arroyo podpisała ustawę znoszącą karę śmierci.
- 2009 – W zamachu bombowym w bagdadzkiej dzielnicy Sadra zginęło 78 osób, a około 128 zostało rannych.
- 2010 – Julia Gillard została pierwszą kobietą-premierem Australii.
- 2014:
  - Alexander Stubb został premierem Finlandii.
  - Konflikt na wschodniej Ukrainie: 9 ukraińskich żołnierzy zginęło w wyniku zestrzelenia przez separatystów śmigłowca Mi-8 koło Słowiańska.
- 2018 – Urzędujący prezydent Recep Tayyip Erdoğan wygrał w I turze przedterminowe wybory prezydenckie, a rządząca Partia Sprawiedliwości i Rozwoju przedterminowe wybory do Wielkiego Zgromadzenia Narodowego Turcji.
- 2021:
  - 6 osób zginęło, a ok. 200 zostało rannych w wyniku przejścia tornada nad krajem południowomorawskim w Czechach.
  - UEFA poinformowała, że zasada przewagi bramek zdobytych w meczach wyjazdowych nie będzie już obowiązywała w rozgrywkach przez nią organizowanych.
- 2022:
  - Dickon Mitchell został premierem Grenady.
  - Inwazja Rosji na Ukrainę: wojska ukraińskie wycofały się ze Siewierodoniecka i innych miejscowości za Dońcem na pozycje obronne w Lisiczańsku.
- 2023 – W kościele ewangelicko-augsburskim Gustawa Adolfa w Wiedniu odbyła się konsekracja bp Marii Kubin, pierwszej kobiety biskupa w Kościele Starokatolickim Austrii. Konsekracji dokonał arcybiskup Utrechtu Bernd Wallet[6].

## Urodzili się
- 1210 – Floris IV, hrabia Holandii (zm. 1234)
- 1244 – Henryk I Dziecię, landgraf Hesji (zm. 1308)
- 1254 – Floris V, hrabia Holandii i Zelandii (zm. 1296)
- 1314 – Filipa de Hainault, królowa angielska (zm. 1369)
- 1322 – Joanna, księżna Brabancji i Limburgii (zm. 1406)
- 1360 – Noniusz Álvares Pereira, portugalski karmelita, rycerz, polityk, święty (zm. 1431)
- 1386 – Jan Kapistran, włoski franciszkanin, kaznodzieja, święty (zm. 1456)
- 1390 – Jan z Kęt, polski filozof, teolog, święty (zm. 1473)
- 1413 – Jan IV Paleolog, markiz Montferratu (zm. 1464)
- 1463 – Henryk I Starszy, książę Brunszwiku-Wolfenbüttel (zm. 1514)
- 1485 – Jan Bugenhagen, niemiecki duchowny i teolog luterański (zm. 1558)
- 1499 – Johann Brenz, niemiecki teolog i działacz reformacyjny (zm. 1570)
- 1519 – Teodor Beza, francuski reformator religijny i teolog protestancki (zm. 1605)
- 1520 – Johann Knobloch, niemiecki lekarz, uczony (zm. 1599)
- 1532:
  - Robert Dudley, angielski arystokrata (zm. 1588)
  - Wilhelm IV Mądry, landgraf Hesji-Kassel (zm. 1592)
- 1535 – Joanna Austriacka, infantka i regentka Hiszpanii (zm. 1573)
- 1542:
  - Piotr Chrzciciel Blázquez, hiszpański franciszkanin, misjonarz, męczennik, święty (zm. 1597)
  - Jan od Krzyża, hiszpański karmelita, mistyk, reformator zakonny, poeta, doktor Kościoła, święty (zm. 1591)
- 1562 – François de Joyeuse, francuski kardynał, polityk, dyplomata (zm. 1615)
- 1573 – Anna Sybilla, księżniczka cieszyńska (zm. 1602)
- 1586 – Jerzy Jan II Wittelsbach, hrabia palatyn i książę Palatynatu-Lützelstein-Guttenberg (zm. 1654)
- 1593 – Abraham von Franckenberg, śląski matematyk, fizyk, lekarz, poeta, myśliciel (zm. 1652)
- 1616 – (data chrztu) Ferdinand Bol, holenderski malarz, grafik (zm. 1680)
- 1621 – Jan Andrzej Morsztyn, polski poeta, polityk, podskarbi wielki koronny, dyplomata (zm. 1693)
- 1624:
  - Hiob Ludolf, niemiecki filolog, orientalista (zm. 1704)
  - Bernard Rosa, polski cysters (zm. 1696)
- 1660 – Giovanni Battista Fagiuoli, włoski prozaik, poeta, dramaturg (zm. 1742)[potrzebny przypis]
- 1663 – Jean-Baptiste Massillon, francuski duchowny katolicki, biskup Clermont (zm. 1742)
- 1687 – Johann Albrecht Bengel, niemiecki duchowny i teolog luterański (zm. 1752)
- 1697 – Heinrich Josef Johann von Auersperg, austriacki polityk, gubernator Galicji, książę ziębicki (zm. 1783)
- 1704 – Jean-Baptiste de Boyer d’Argens, francuski filozof, pisarz (zm. 1771)
- 1718 – Robert Colebrooke, brytyjski polityk, dyplomata (zm. 1784)
- 1724 – Jan Piotr Łoyko, polski jezuita, pedagog (zm. ok. 1791)
- 1740 – Juan Ignacio Molina, chilijski jezuita, naturalista (zm. 1829)
- 1749 – Jakub (Stamati), rumuński biskup prawosławny (zm. 1803)
- 1755 – Anacharsis Cloots, prusko-francuski arystokrata, rewolucjonista, polityk (zm. 1794)
- 1767 – Stefan Grabowski, polski generał, polityk (zm. 1847)
- 1768 – William Bentinck, brytyjski arystokrata, polityk (zm. 1854)
- 1772 – Jan Kajetan Cywiński, polski duchowny katolicki, biskup pomocniczy wileński (zm. 1846)
- 1773 – Józef Hornowski, polski oficer Księstwa Warszawskiego, generał brygady Królestwa Polskiego (zm. 1817)
- 1777 – Jan Chodźko, polski prozaik, dramaturg, poeta, tłumacz, prawnik (zm. 1851)
- 1780 – Kazimierz Roch Dmochowski, polski duchowny katolicki, biskup pomocniczy wileński i żmudzki, arcybiskup mohylewski (zm. 1851)
- 1783 – Johann Heinrich von Thünen, niemiecki ekonomista, agronom (zm. 1850)
- 1784 – Juan Antonio Lavalleja, urugwajski rewolucjonista, polityk (zm. 1853)
- 1795 – Ernst Heinrich Weber, niemiecki anatom, fizjolog, psycholog (zm. 1878)
- 1796:
  - Charles Cousin-Montauban, francuski hrabia, generał, polityk, premier Francji (zm. 1878)
  - Jan Czeczot, polski poeta, tłumacz, etnograf (zm. 1847)
  - Friedrich Wilhelm Hemprich, niemiecki lekarz, podróżnik, odkrywca (zm. 1825)
- 1797:
  - Francisco Freire Allemão, brazylijski lekarz, botanik (zm. 1874)
  - John Joseph Hughes, irlandzki duchowny katolicki, arcybiskup Nowego Jorku pochodzenia irlandzkiego (zm. 1864)
- 1803:
  - Juan Bravo Murillo, hiszpański polityk, premier Hiszpanii (zm. 1873)
  - George James Webb, brytyjski kompozytor (zm. 1887)[potrzebny przypis]
- 1804:
  - Juan José Nieto Gil, kolumbijski pisarz, wojskowy, polityk, prezydent Konfederacji Granady (zm. 1866)
  - Willard Richards, amerykański przywódca religijny mormonów, lekarz, polityk (zm. 1854)
- 1806:
  - Antoni Cyprysiński, polski redaktor, publicysta, główny rządca Ordynacji Zamojskiej (zm. 1860)
  - Jan Karol Łojewski, polski aktor (zm. ?)
  - Stanisław Rzewuski, badacz literatury, filolog, historyk, filozof, podporucznik (zm. 1831)
- 1807 – Janina Franks, włoska zakonnica, błogosławiona (zm. 1872)
- 1808 – Jan Prosper Witkiewicz, polski działacz niepodległościowy, rosyjski wojskowy i dyplomata (zm. 1839)
- 1809 – Louis Loewe, niemiecki językoznawca, orientalista, tłumacz, pedagog pochodzenia żydowskiego (zm. 1888)
- 1810 – Alicia Ann Spottiswoode, szkocka autorka tekstów piosenek, kompozytorka, archeolog (zm. 1900)
- 1817 – Konstanty Bobczyński, polski działacz patriotyczny i konspiracyjny, polityk (zm. 1893)
- 1818 – Karol Aleksander, wielki książę Saksonii-Weimar-Eisenach (zm. 1901)
- 1820 – Juliusz Paszyński, polski duchowny katolicki, teolog, prawnik, wykładowca akademicki (zm. 1897)
- 1822 – Christian Zeller, niemiecki matematyk, geograf, teolog, pedagog (zm. 1899)
- 1823 – Aleksander Mierowski, polski wydawca, działacz narodowy, uczestnik powstania styczniowego (zm. ?)[7]
- 1825 – William Henry Smith, brytyjski przedsiębiorca, polityk (zm. 1891)
- 1826:
  - Piotr Kaczorowski, polski malarz, konserwator obrazów (zm. 1891)
  - Theodore Fitz Randolph, amerykański przedsiębiorca, polityk, senator (zm. 1883)
- 1830 – Nikolaus Dumba, austriacki przedsiębiorca, mecenas i kolekcjoner dzieł sztuki, polityk pochodzenia greckiego (zm. 1900)
- 1831 – Henry Herbert, brytyjski arystokrata, polityk (zm. 1890)
- 1832 – Jan Bojankowski, polski architekt (zm. 1870)
- 1833 – Gustaf Åkerhielm, szwedzki polityk, premier Szwecji (zm. 1900)
- 1834 – George Arnold, amerykański poeta (zm. 1865)
- 1835:
  - Emilia Cyfrowicz, polska niepokalanka, działaczka oświatowa (zm. 1923)
  - Johannes Wislicenus, niemiecki chemik (zm. 1902)
- 1836 – Jakub Glazer, polski duchowny katolicki, biskup pomocniczy przemyski (zm. 1898)
- 1838:
  - Jan Matejko, polski malarz pochodzenia czeskiego (zm. 1893)
  - Wilhelm Sander, niemiecki psychiatra, neurolog (zm. 1922)
  - Gustav von Schmoller, niemiecki ekonomista, wykładowca akademicki (zm. 1917)
- 1839 – Emanuel Herrmann, austriacki ekonomista, wykładowca akademicki, propagator pocztówek (zm. 1902)
- 1841 – Raimundo de Madrazo y Garreta, hiszpański malarz portrecista (zm. 1920)
- 1842:
  - Ambrose Bierce, amerykański nowelista, satyryk, aforysta, dziennikarz (zm. 1914)
  - Ignacy Mycielski, polski oficer w służbie pruskiej (zm. 1884)
- 1843 – Julian Puzyna, polski ziemianin, polityk (zm. 1918)
- 1844 – Władysław Kosiński, polski nauczyciel, językoznawca amator (zm. 1914)
- 1845 – Georges Nagelmackers, belgijski przedsiębiorca, jeździec sportowy (zm. 1905)
- 1846 – Hans Miksch, austriacki architekt (zm. 1904)
- 1848 – Karl Koepping, niemiecki malarz (zm. 1914)
- 1850 – Horatio Kitchener, brytyjski marszałek polny, polityk (zm. 1916)
- 1852:
  - Victor Adler, austriacki polityk (zm. 1918)
  - Friedrich Löffler, niemiecki bakteriolog (zm. 1915)
- 1856 – Władysław Kohlberger, polski psychiatra (zm. 1925)
- 1860:
  - Maria de las Mercedes Orleańska, królowa hiszpańska (zm. 1878)
  - Jan Stanisławski, polski malarz (zm. 1907)
- 1864 – Leopold z Alpandeire, hiszpański kapucyn, błogosławiony (zm. 1956)
- 1867 – Theodor Axenfeld, niemiecki lekarz (zm. 1930)
- 1869 – Jerzy, książę grecki i duński (zm. 1957)
- 1870:
  - Edwin Foster Coddington, amerykański astronom, matematyk (zm. 1950)
  - Werner Rosenthal, niemiecki patolog (zm. 1942)
- 1873 – Hugo Simberg, fiński malarz (zm. 1917)
- 1874:
  - Robert Karger, niemiecki poeta (zm. 1946)
  - Stanisław Miszewski, polski drukarz, księgarz (zm. 1942)
- 1875 – Jan Kleczyński, polski pisarz, krytyk sztuki (zm. 1939)
- 1880 – Oswald Veblen, amerykański matematyk pochodzenia norweskiego (zm. 1960)
- 1881 – Grigorij Kotowski, rosyjski i radziecki dowódca wojskowy (zm. 1925)
- 1882 – John Bauer, szwedzki ilustrator (zm. 1918)
- 1883:
  - Victor Franz Hess, austriacki fizyk, laureat Nagrody Nobla (zm. 1964)
  - Paddy McCue, australijski rugbysta (zm. 1962)
- 1884:
  - Maria Beltrame Quattrocchi, włoska działaczka katolicka, błogosławiona (zm. 1965)
  - Władysław Dunin-Borkowski, polski malarz (zm. 1922)
  - Frank Waller, amerykański lekkoatleta, sprinter i płotkarz (zm. 1941)
- 1885 – Bogumiła Noiszewska, polska niepokalanka, męczennica, błogosławiona (zm. 1942)
- 1887 – Frigyes Karinthy, węgierski pisarz (zm. 1938)
- 1888:
  - Gerrit Rietveld, holenderski architekt, projektant mebli (zm. 1964)
  - Józef Sala Picó, hiszpański duchowny katolicki, męczennik, błogosławiony (zm. 1936)
- 1889:
  - Jan Gadomski, polski astronom (zm. 1966)
  - Karol Słowik, polski kapitan inżynier, konstruktor lotniczy (zm. 1919)
- 1891 – Irving Pichel, amerykański aktor, reżyser filmowy (zm. 1954)
- 1892:
  - Gregor Ebner, niemiecki funkcjonariusz nazistowski, lekarz, zbrodniarz wojenny (zm. 1974)
  - Jan Stepa, polski duchowny katolicki, biskup tarnowski (zm. 1959)
- 1893 – Roy Oliver Disney, amerykański filmowiec (zm. 1971)
- 1895:
  - Jack Dempsey, amerykański bokser (zm. 1983)
  - Jan Krzos, polski chorąży  (zm. 1931)
- 1896:
  - Tadeusz Stoklasa, polski komandor (zm. 1968)
  - Jan Żywek, polski sierżant, działacz niepodległościowy (zm. 1945)
- 1897:
  - Jan Koutný, czechosłowacki gimnastyk (zm. 1976)
  - Yngve Lindqvist, szwedzki żeglarz sportowy (zm. 1937)
  - Adrienne Thomas, niemiecka pisarka (zm. 1980)
- 1898 – Jan Szmidla, polski oficer, kawaler Orderu Virtuti Militari (zm. 1982)
- 1899:
  - Rudolf Breuss, austriacki naturopata, zielarz (zm. 1990)
  - Bruce Marshall, brytyjski pisarz (zm. 1987)
- 1900:
  - Kuźma Czorny, białoruski pisarz (zm. 1944)
  - Rafał Lemkin, polski i amerykański prawnik karnista, wykładowca akademicki pochodzenia żydowskiego (zm. 1959)
- 1901:
  - Libero Ferrario, włoski kolarz szosowy (zm. 1930)
  - Harry Partch, amerykański kompozytor (zm. 1974)
  - Juan Urquizu, hiszpański piłkarz, trener narodowości baskijskiej (zm. 1982)
- 1902:
  - Lidia Ciołkoszowa, polska działaczka socjalistyczna, publicystka, historyk (zm. 2002)
  - Ludwik Szabakiewicz, polski piłkarz (zm. 1944)
- 1903 – Wojciech Rychlewicz, polski dyplomata (zm. 1964)
- 1904:
  - Phil Harris, amerykański aktor, komik, piosenkarz (zm. 1995)
  - Olga Olgina, polska śpiewaczka operowa (sopran koloraturowy), pedagog (zm. 1979)
- 1905:
  - Fred Alderman, amerykański lekkoatleta, sprinter (zm. 1998)
  - Roberta Zofia Babiak, polska zakonnica, Służebnica Boża (zm. 1945)
  - Georgia Hale, amerykańska aktorka (zm. 1985)
- 1906:
  - Pierre Fournier, francuski wiolonczelista, pedagog (zm. 1986)
  - Gizela Nebenzahl-Wistreich, polska malarka pochodzenia żydowskiego (zm. ?)
  - Alexander Zaleski, amerykański duchowny katolicki, biskup pomocniczy Detroit, biskup Lansing pochodzenia polskiego (zm. 1975)
- 1907 – Jan Orsza-Łukaszewicz, polski aktor, reżyser (zm. 1985)
- 1908:
  - Artiom Alichanian, ormiański fizyk, wykładowca akademicki (zm. 1978)
  - Hugo Distler, niemiecki kompozytor (zm. 1942)
  - Marina Ładynina, rosyjska aktorka (zm. 2003)
  - Tullio Pinelli, włoski scenarzysta filmowy (zm. 2009)
- 1910:
  - Margaret Kelly Leibovici, francuska tancerka, choreografka pochodzenia irlandzkiego (zm. 2004)
  - Helena Ochendowska, polska hafciarka kurpiowska (zm. 2001)
- 1911:
  - Juan Manuel Fangio, argentyński kierowca wyścigowy (zm. 1995)
  - Władysław Mączkowski, polski duchowny katolicki, męczennik, błogosławiony (zm. 1942)
  - Ernesto Sábato, argentyński prozaik, eseista (zm. 2011)
- 1912:
  - Curt Bergsten, szwedzki piłkarz (zm. 1987)
  - Zygmunt Czubiński, polski botanik (zm. 1967)
  - Siergiej Filippow, radziecki aktor (zm. 1990)
  - Augustin Podolák, czeski duchowny, biskup (zwierzchnik) Kościoła Starokatolickiego w Republice Czeskiej (zm. 1991)
- 1913:
  - Gustaaf Deloor, belgijski kolarz szosowy (zm. 2002)
  - Jan Kubiš, czechosłowacki sierżant (zm. 1942)
  - Jan Pietrzykowski, polski prawnik, historyk, pisarz (zm. 1994)
- 1914:
  - Jan Karski, polski prawnik, dyplomata, historyk, kurier i emisariusz władz Polskiego Państwa Podziemnego, świadek Holocaustu (zm. 2000)
  - Ignace de La Potterie, belgijski jezuita, teolog, biblista (zm. 2003)
  - Myrosław Lubacziwski, ukraiński duchowny katolicki, arcybiskup lwowski, kardynał (zm. 2000)
- 1915 – Fred Hoyle, brytyjski astronom, kosmolog, matematyk, astrofizyk teoretyczny (zm. 2001)
- 1916:
  - Stefan Bareła, polski duchowny katolicki, biskup częstochowski (zm. 1984)
  - William Saxbe, amerykański polityk, senator (zm. 2010)
  - Salih Sulajman, egipski sztangista
  - Lidia Wysocka, polska aktorka, piosenkarka (zm. 2006)
- 1917:
  - César Boutteville, francuski szachista (zm. 2015)
  - David Easton, kanadyjski politolog (zm. 2014)
  - Ramblin’ Tommy Scott, amerykański muzyk country (zm. 2013)
- 1918:
  - Giacomo Conti, włoski bobsleista (zm. 1992)
  - Jan Kulik, polski duchowny katolicki, biskup pomocniczy łódzki (zm. 1995)
- 1919:
  - Janina Szombara, polska pianistka, pedagog muzyczna (zm. 2022)
  - Kunio Yagi, japoński biochemik (zm. 2003)
- 1920:
  - Jan Bula, czeski duchowny katolicki, ofiara represji komunistycznych (zm. 1952)
  - Jan Ryznar, polski polityk, poseł na Sejm PRL (zm. 1997)
  - Nadieżda Wołkowa, radziecka partyzantka (zm. 1942)
- 1921:
  - Bodil Boserup, duńska polityk, eurodeputowana (zm. 1995)
  - Maurice Desaymonnet, francuski koszykarz (zm. 2015)
  - Éloi Leclerc, francuski franciszkanin, pisarz (zm. 2016)
  - Gerhard Sommer, niemiecki podporucznik (zm. 2019)
  - Józef Szamborski, polski major, patomorfolog, anatomopatolog, wykładowca akademicki (zm. 2008)
- 1922 – Janusz Bohdanowicz, polski żołnierz AK, działacz kombatancki (zm. 2013)
- 1923:
  - Yves Bonnefoy, francuski poeta, eseista, filozof (zm. 2016)
  - Margaret Olley, australijska malarka (zm. 2011)
  - Marc Riboud, francuski fotograf (zm. 2016)
- 1924:
  - Kurt Furgler, szwajcarski polityk, prezydent Szwajcarii (zm. 2008)
  - Stanisław Głąbiński, polski ekonomista, dziennikarz, pisarz, publicysta (zm. 2013)
  - Jan Krupski, polski poeta, publicysta, alpinista (zm. 2018)
- 1925
  - Anna Sosnowska, polska żołnierka AK (zm. 1997)
  - Masanori Tokita, japoński piłkarz (zm. 2004)
- 1927 – Martin Perl, amerykański fizyk, wykładowca akademicki, laureat Nagrody Nobla (zm. 2014)
- 1928:
  - Jean-Baptiste Bùi Tuần, wietnamski duchowny katolicki, biskup Long Xuyên (zm. 2024)
  - Jan Danecki, polski socjolog, wykładowca akademicki (zm. 2006)
  - Larry Foust, amerykański koszykarz (zm. 1984)
  - Anna Wojtczak, polska biochemik, wykładowczyni akademicka (zm. 2012)
- 1929:
  - Paweł Ambrożewicz, polski ekonomista, chemik, wykładowca akademicki, harcmistrz (zm. 2009)
  - Giorgio Bogi, włoski lekarz, polityk
  - Krystyna Paprota-Żylińska, polska siatkarka, koszykarka (zm. 2012)
  - Carolyn Shoemaker, amerykańska astronom (zm. 2021)
  - Piotr Taras, polski duchowny katolicki, pallotyn, historyk (zm. 2024)
- 1930:
  - Claude Chabrol, francuski aktor, reżyser, scenarzysta i producent filmowy (zm. 2010)
  - Jarema Maciszewski, polski historyk, polityk, poseł na Sejm PRL (zm. 2006)
  - Geraldo Majela de Castro, brazylijski duchowny katolicki, arcybiskup metropolita Montes Claros (zm. 2015)
  - Pierre Restany, francuski filozof, krytyk sztuki (zm. 2003)
- 1931:
  - Giovanni Barbagli, włoski działacz rolniczy, samorządowiec, polityk, eurodeputowany (zm. 2006)
  - Árpád Bárány, węgierski szpadzista
  - Billy Casper, amerykański golfista (zm. 2015)
  - Alain Danet, francuski hokeista na trawie, działacz sportowy (zm. 2006)
  - Eugeniusz Dziekan, polski lekarz, urzędnik państwowy, polityk, senator RP (zm. 2019)
  - Gaston Flosse, polinezyjski polityk, prezydent Polinezji Francuskiej
  - Rudolf Müller, niemiecki duchowny katolicki, biskup Görlitz (zm. 2012)
  - Elżbieta Smułkowa, polska językoznawca
- 1932:
  - Joachim Kondziela, polski duchowny katolicki, filozof (zm. 1992)
  - Margit Korondi, węgierska gimnastyczka (zm. 2022)
  - Alfie Lambe, irlandzki Sługa Boży (zm. 1959)[potrzebny przypis]
  - Scott Marlowe, amerykański aktor (zm. 2001)
  - Paweł Newerla, polski radca prawny, historyk, publicysta (zm. 2024)
  - Michaił Ogońkow, rosyjski piłkarz, trener (zm. 1979)
  - Jan Tomicki, polski historyk, wykładowca akademicki (zm. 1988)
- 1933:
  - Nadieżda Chnykina-Dwaliszwili, gruzińska lekkoatletka, sprinterka i skoczkini w dal (zm. 1994)
  - Sam Jones, amerykański koszykarz (zm. 2021)
  - Jan Kisyński, polski matematyk (zm. 2022)
  - Frans Mahn, holenderski kolarz szosowy i torowy (zm. 1995)
  - Jan Nowowiejski, polski pianista, organista, klawesynista (zm. 2016)
  - Wojciech Skalmowski, polski orientalista, literaturoznawca, eseista, prozaik, publicysta, krytyk literacki (zm. 2008)
  - Mirosław Szafran, polski chemik, profesor nauk chemicznych (zm. 2025)
  - Lars Wohlin, szwedzki ekonomista, polityk, eurodeputowany (zm. 2018)
- 1934 – Tom Bridger, brytyjski kierowca wyścigowy (zm. 1991)
- 1935:
  - Juan Agüero, paragwajski piłkarz (zm. 2018)
  - Terry Riley, amerykański kompozytor
- 1936:
  - Aleksander Czuż, polski samorządowiec, polityk, prezydent Białegostoku, poseł na Sejm RP
  - Robert Downey Sr., amerykański aktor, reżyser i scenarzysta filmowy (zm. 2021)
  - Andrzej Kostenko, polski reżyser, scenarzysta i operator filmowy (zm. 2024)
  - Lucas Sirkar, indyjski duchowny katolicki, biskup Krisznagaru, arcybiskup Kalkuty (zm. 2021)
  - Donald Trautman, amerykański duchowny katolicki, biskup Erie
- 1937:
  - Erazm Ciołek, polski fotografik, fotoreporter (zm. 2012)
  - Chryzant (Czepil), rosyjski duchowny prawosławny, metropolita wiacki i słobodzki (zm. 2011)
  - Anita Desai, indyjska pisarka
  - Jerzy Kiwerski, polski lekarz ortopeda, profesor nauk medycznych (zm. 2024)
- 1938:
  - Lawrence Block, amerykański pisarz
  - Əbülfəz Elçibəy, azerski polityk, prezydent Azerbejdżanu (zm. 2000)
  - Krystyna Jakowska, polska historyk literatury
  - Boris Łagutin, rosyjski bokser (zm. 2022)
- 1939:
  - Jan Czerkawski, polski historyk filozofii (zm. 2007)
  - Brigitte Fontaine, francuska wokalistka, pisarka, aktorka
  - Michael Gothard, brytyjski aktor (zm. 1992)
- 1940:
  - Inge Bauer, niemiecka lekkoatletka, wieloboistka
  - Augusto Fantozzi, włoski prawnik, polityk, minister finansów (zm. 2019)
  - Vittorio Storaro, włoski operator filmowy
- 1941:
  - Gerard Clifford, irlandzki duchowny katolicki, biskup Armagh (zm. 2016)
  - Julia Kristeva, francuska językoznawczyni, psychoanalityk, filozof pochodzenia bułgarskiego
  - Nelson López, argentyński piłkarz (zm. 1980)
  - Charles Whitman, amerykański masowy morderca (zm. 1966)
- 1942:
  - Arthur Brown, brytyjski wokalista, autor tekstów, członek zespołów Kingdom Come i The Crazy World of Arthur Brown
  - Eduardo Frei (młodszy), chilijski polityk, prezydent Chile
  - Michele Lee, amerykańska piosenkarka, aktorka, tancerka
- 1943:
  - Carole Caldwell Graebner, amerykańska tenisistka (zm. 2008)
  - Winston Dookeran, trynidadzko-tobagijski polityk
- 1944:
  - Camillo Ballin, włoski duchowny katolicki, wikariusz apostolski Arabii Północnej (zm. 2020)
  - Jeff Beck, brytyjski gitarzysta rockowy, członek zespołu The Yardbirds (zm. 2023)
  - Julian Holloway, brytyjski aktor (zm. 2025)
  - Jerzy Tomaszkiewicz, polski poeta, dramatopisarz, dziennikarz (zm. 2001)
  - Jan Waszkiewicz, polski matematyk, działacz opozycji antykomunistycznej, samorządowiec, polityk, marszałek województwa dolnośląskiego (zm. 2021)
- 1945:
  - Monika Dannemann, niemiecka łyżwiarka figurowa, malarka (zm. 1996)
  - Constantin Gruiescu, rumuński bokser (zm. 2024)
  - Jan Maciej Kopecki, polski grafik, rytownik (zm. 2016)
  - George Pataki, amerykański polityk
  - Betty Stöve, holenderska tenisistka
- 1946:
  - Ellison Onizuka, amerykański podpułkownik lotnictwa, inżynier, astronauta pochodzenia japońskiego (zm. 1986)
  - Bernt Persson, szwedzki żużlowiec
  - Robert Reich, amerykański ekonomista, polityk
  - Jan Skoczyński, polski historyk filozofii
  - Michał Wojtkiewicz, polski samorządowiec, polityk, poseł na Sejm RP
- 1947:
  - Romulo de la Cruz, filipiński duchowny katolicki, arcybiskup Zamboanga (zm. 2021)
  - Mick Fleetwood, brytyjski perkusista, członek zespołu Fleetwood Mac
  - Helena Vondráčková, czeska piosenkarka, aktorka
  - Peter Weller, amerykański aktor
- 1948:
  - Armando Calderón Sol, salwadorski polityk, prezydent Salwadoru (zm. 2017)
  - Wojciech Cieślak, polski twórca ekslibrisów i linorytów (zm. 2000)
  - Jan Freda, polski operator dźwięku
  - Patrick Moraz, szwajcarski muzyk rockowy i jazzowy, kompozytor
- 1949:
  - Jan Ciechowicz, polski teatrolog, historyk teatru, literaturoznawca (zm. 2017)
  - John Illsley, brytyjski basista, wokalista, członek zespołu Dire Straits
- 1950:
  - Nancy Allen, amerykańska aktorka, modelka
  - David Aspin, nowozelandzki zapaśnik
  - Mosze Ja’alon, izraelski generał, polityk
  - Jan Król, polski ekonomista, polityk, poseł na Sejm RP
  - Jan Kulczyk, polski przedsiębiorca (zm. 2015)
  - Mercedes Lackey, amerykańska pisarka science fiction i fantasy
  - Jan Leończuk, polski poeta, eseista, tłumacz (zm. 2021)
  - Lech Mastalerz, polski dyplomata
  - Ryszard Pawłowski, polski taternik, alpinista, himalaista
  - Janina Szarek, polska aktorka, reżyserka, pedagog
- 1951:
  - Francisco Abal, urugwajski rugbysta (zm. 1972)
  - Raelene Boyle, australijska lekkoatletka, sprinterka
  - Ivar Formo, norweski biegacz narciarski (zm. 2006)
  - Juan Bautista Gavilán, paragwajski duchowny katolicki, biskup Coronel Oviedo
  - Jan Pamuła, polski ekonomista, polityk, poseł na Sejm RP
  - Myint Swe, mjanmański generał, polityk, wiceprezydent, p.o. prezydenta Mjanmy (zm. 2025)
  - Markku Tuokko, fiński lekkoatleta, dyskobol i kulomiot (zm. 2015)
- 1952:
  - Jacques Benoit-Gonnin, francuski duchowny katolicki, biskup Beauvais
  - Mansour Ojjeh, francuski przedsiębiorca pochodzenia saudyjskiego (zm. 2021)
- 1953:
  - Siergiej Chmielinin, rosyjski kolarz torowy i szosowy
  - Albert Emon, francuski piłkarz, trener
  - Ilse Kaschube, niemiecka kajakarka
  - William Moerner, amerykański chemik, laureat Nagrody Nobla
  - Eleni Teocharus, cypryjska lekarka, polityk, eurodeputowana
- 1954:
  - Janina Gorzelana, polska koszykarka
  - Eugen Ruge, niemiecki aktor, reżyser, tłumacz
  - Ryszard Styła, polski gitarzysta jazzowy
- 1955:
  - Parwiz Parastuji, irański aktor, piosenkarz
  - Elżbieta Pilawska, polska pływaczka, trenerka
  - Jan Stanisław Witkiewicz, polski krytyk muzyczny i baletowy, publicysta, fotograf, kurator
- 1956:
  - Wojciech Borowik, polski prawnik, działacz opozycji antykomunistycznej, polityk, poseł na Sejm RP (zm. 2020)
  - Ewa Kantor, polska nauczycielka, polityk, poseł na Sejm RP
  - Owen Paterson, brytyjski polityk
  - Joe Penny, amerykański aktor
  - Hannu Turunen, fiński piłkarz
- 1957:
  - Ilie Bărbulescu, rumuński piłkarz, trener (zm. 2020)
  - Płamen Nikołow, bułgarski piłkarz, trener
  - Mark Parkinson, amerykański polityk
  - Harry Schüssler, szwedzki szachista
  - Jolanta Szczypińska, polska pielęgniarka, polityk, poseł na Sejm RP (zm. 2018)
- 1958:
  - Jean Charest, kanadyjski polityk, premier Quebecu
  - João José da Costa, brazylijski duchowny katolicki, arcybiskup metropolita Aracajú
  - Jan Malicki, polski historyk, wykładowca akademicki, publicysta
  - Silvio Mondinelli, włoski himalaista
  - Jan Sołek, polski dziennikarz, działacz opozycji antykomunistycznej, samorządowiec, członek zarządu województwa podkarpackiego (zm. 2024)
- 1959 – Jari Leppä, fiński rolnik, polityk
- 1960:
  - Per Carlsén, szwedzki curler
  - Nate Carr, amerykański zapaśnik
  - Siedah Garrett, amerykańska piosenkarka, autorka piosenek
  - Erik Poppe, norweski scenarzysta i reżyser filmowy
- 1961:
  - Susanne Beyer, niemiecka lekkoatletka, skoczkini wzwyż
  - Juan Cayasso, kostarykański piłkarz
  - Diomid, rosyjski duchowny prawosławny, biskup anadyrski i czukocki (zm. 2021)
  - Iain Glen, szkocki aktor
  - Curt Smith, brytyjski basista, klawiszowiec, wokalista, członek duetu Tears for Fears
  - Natalja Szaposznikowa, rosyjska gimnastyczka
- 1962:
  - Juan Gómez, boliwijski duchowny katolicki, biskup Cochabamby
  - Jan Grabowski, polski historyk pochodzenia żydowskiego
  - Christine Neubauer, niemiecka aktorka, scenarzystka, prezenterka radiowa
  - Claudia Sheinbaum, meksykańska fizyk, inżynier energetyk, polityk, działaczka samorządowa, burmistrz miasta Meksyk, prezydent Meksyku pochodzenia żydowskiego
  - Danilo Ulep, filipiński duchowny katolicki, prałat terytorialny Batanes
- 1963:
  - Robert Choma, polski samorządowiec, prezydent Przemyśla
  - Gabriel Curuchet, argentyński kolarz szosowy i torowy
  - Anatolij Jurkin, rosyjski pisarz[potrzebny przypis]
  - Jurij Kasparian, rosyjski gitarzysta, członek zespołu Kino[potrzebny przypis]
  - Elżbieta Kilińska, polska lekkoatletka, sprinterka
  - Paweł Kukiz, polski wokalista, autor piosenek, aktor, polityk, poseł na Sejm RP
  - Nszan Munczian, ormiański bokser, trener
  - Predrag Radosavljević, amerykański piłkarz pochodzenia serbskiego
- 1964:
  - Philippe Fargeon, francuski piłkarz
  - Sylvie Goddyn, francuska działaczka samorządowa, polityk
  - Hamish Harding, brytyjski przedsiębiorca, pilot, badacz i turysta kosmiczny (zm. 2023)
  - Heiko Hunger, niemiecki skoczek narciarski, kombinator norweski
  - Günther Mader, austriacki narciarz alpejski
  - Gary Suter, amerykański hokeista
- 1965:
  - Michael Knauth, niemiecki hokeista na trawie
  - Uwe Krupp, niemiecki hokeista, trener
  - Marla Streb, amerykańska kolarka górska
- 1966:
  - Éric Assadourian, ormiański piłkarz
  - Hope Sandoval, amerykańska wokalistka, autorka tekstów
  - Bernhard Winkler, niemiecki piłkarz, trener
- 1967:
  - Crystal Carson, amerykańska aktorka
  - Corina Crețu, rumuńska dziennikarka, polityk
  - Les Jepsen, amerykański koszykarz
  - Richard Kruspe, niemiecki gitarzysta, członek zespołów Rammstein i Emigrate
  - Sherry Stringfield, amerykańska aktorka
- 1968:
  - Alaa Abdelnaby, egipski koszykarz
  - Jordi Calafat, hiszpański żeglarz sportowy
  - Boris Gelfand, białorusko-izraelski szachista
  - Sonja Hammerschmid, austriacka biolog, menedżer, polityk
  - Andrej Poljšak, słoweński piłkarz
- 1969:
  - Jensen Daggett, amerykańska aktorka
  - Rick Fox, amerykański koszykarz
  - Paweł Gawryjołek, polski koszykarz
  - Nicodemo Gentile, włoski prawnik, celebryta
  - Paweł Gędłek, polski aktor (zm. 2004)
  - Sissel Kyrkjebø, norweska piosenkarka
  - Thabo Mngomeni, południowoafrykański piłkarz
- 1970:
  - Jakub Derech-Krzycki, polski ekonomista, polityk, poseł na Sejm RP
  - David Fernández Ortiz, hiszpański aktor, komik
  - Glenn Medeiros, amerykański piosenkarz, autor tekstów pochodzenia portugalskiego
  - Peter Richardson, brytyjski bokser
  - Dorota Ustianowska, polska lekkoatletka, biegaczka średnio- i długodystansowa
- 1971:
  - Armin Dollinger, niemiecki bokser
  - Thomas Helveg, duński piłkarz
  - László Klausz, węgierski piłkarz
  - Nicole Livingstone, australijska pływaczka
  - Martin Rowe, brytyjski kierowca rajdowy
  - Anna Samusionek, polska aktorka
  - Christopher Showerman, amerykański aktor
- 1972:
  - Lucian Marinescu, rumuński piłkarz
  - Denis Žvegelj, słoweński wioślarz
- 1973:
  - Alexander Beyer, niemiecki aktor
  - DJ Tonka, niemiecki didżej, producent muzyczny
  - Iryna Kakujewa, białoruska biathlonistka
  - Jere Lehtinen, fiński hokeista
  - Wiktor Mitru, grecki sztangista
  - Alessandra Moretti, włoska prawnik, działaczka samorządowa, polityk, eurodeputowana
  - Agnieszka Olechnicka, polska ekonomistka, wykładowczyni akademicka
  - Bill Schuffenhauer, amerykański bobsleista
  - Mikołaj (Subbotin), rosyjski biskup prawosławny
  - Tolly Thompson, amerykański zapaśnik
  - Rimantas Žylius, litewski informatyk, polityk
- 1974:
  - Klaudia Carlos, polska dziennikarka i prezenterka telewizyjna pochodzenia portugalskiego
  - Magnus Carlsson, szwedzki piosenkarz
  - Bo Helleberg, duński wioślarz
  - Roman Kratochvíl, słowacki piłkarz
  - Robert Kudelski, polski aktor, piosenkarz
  - Atsuhiro Miura, japoński piłkarz
  - Agata Piszcz, polska kajakarka
  - Cédric Tornay, szwajcarski wicekapral Gwardii Szwajcarskiej, zabójca (zm. 1998)
- 1975:
  - Kaczmi, polski raper
  - Marek Malík, czeski hokeista
- 1976:
  - Dmitrij Siennikow, rosyjski piłkarz
  - Rustam Waliullin, białoruski biathlonista
- 1977:
  - Raja Chari, amerykański pilot wojskowy, astronauta pochodzenia indyjskiego
  - Dimos Dikudis, grecki koszykarz
  - Weronika Migoń, polska reżyserka filmowa (zm. 2015)
  - Laura Pawela, polska rzeźbiarka, autorka instalacji
  - Stacy Sykora, amerykańska siatkarka
  - Amir Talai, irańsko-amerykański aktor, komik
  - Adele Tonnini, sanmaryńska polityk
  - Nina Żywaniewska, rosyjska pływaczka
- 1978:
  - Luis Javier García Sanz, hiszpański piłkarz
  - Pandelis Kafes, grecki piłkarz
  - Jarosław Mielczarek, polski gitarzysta, wokalista, kompozytor, członek zespołów: Christ Agony, Moon i Third Degree
  - Shunsuke Nakamura, japoński piłkarz
  - Mikael Nilsson, szwedzki piłkarz
  - Ariel Pink, amerykański muzyk, wokalista
  - Juan Román Riquelme, argentyński piłkarz
  - Anna Surówka-Pasek, polska prawnik, urzędniczka państwowa
  - Erno Vuorinen, fiński gitarzysta, członek zespołu Nightwish
- 1979:
  - Lenka Faltusová, czeska biathlonistka
  - Maria Gabryś, polska pianistka, pedagog
  - Petra Němcová, czeska modelka
- 1980:
  - Cicinho, brazylijski piłkarz
  - Anna Duczmal-Mróz, polska dyrygentka
  - Wojciech Tajner, polski skoczek narciarski
- 1981:
  - Damaskin (Luchian), rumuński biskup prawosławny
  - Jana Maláčová, czeska politolog, polityk
  - Maurito, angolski piłkarz
  - Ihar Rażkou, białoruski piłkarz
  - Łukasz Żal, polski operator filmowy
- 1982:
  - Jakub Ćwiek, polski pisarz science fiction
  - Rafał Grzelak, polski piłkarz
  - Guo Yan, chińska tenisistka stołowa
  - Florin Hidișan, rumuński piłkarz (zm. 2022)
  - Natasa Janics, węgierska kajakarka pochodzenia serbskiego
  - Joanna Kulig, polska aktorka
  - Moritz Milatz, niemiecki kolarz górski i szosowy
  - Lotte Verbeek, holenderska aktorka
  - Wei Yili, chińska badmintonistka
- 1983:
  - Łukasz Jakóbiak, polski dziennikarz, osobowość internetowa
  - David Seymour, nowozelandzki polityk
  - Wang Zengyi, polski tenisista stołowy pochodzenia chińskiego
- 1984:
  - Francis Bossman, ghański piłkarz
  - Michael Mathieu, bahamski lekkoatleta, sprinter
  - Andrea Raggi, włoski piłkarz
  - J.J. Redick, amerykański koszykarz
  - Héctor Verdés, hiszpański piłkarz
- 1985:
  - Diego Alves, brazylijski piłkarz, bramkarz
  - Catherine Chikwakwa, malawijska lekkoatletka, biegaczka długodystansowa
  - Taj Gibson, amerykański koszykarz
  - Emilia Komarnicka, polska aktorka
  - Krzysztof Mulawa, polski ekonomista, polityk, poseł na Sejm RP
  - Krunoslav Simon, chorwacki koszykarz
  - Christoph Strickner, austriacki skoczek narciarski
- 1986:
  - Harrison Afful, ghański piłkarz
  - Caroline Burckle, amerykańska pływaczka
  - Aleksandra Gutkowska, polska siatkarka
  - Vüqar Həşimov, azerski szachista (zm. 2014)
  - Solange Knowles, amerykańska piosenkarka, aktorka, modelka
  - Vilija Matačiūnaitė, litewska piosenkarka
  - Amber Rose Revah, brytyjska aktorka
  - Marta Siwka, polska siatkarka
  - Bojana Stamenov, serbska piosenkarka
- 1987:
  - Feta Ahamada, komoryjska lekkoatletka, sprinterka
  - María Irigoyen, argentyńska tenisistka
  - Siergiej Kuźmin, rosyjski bokser
  - Pat McCutcheon, australijski rugbysta
  - Lionel Messi, argentyński piłkarz
  - Pierre Vaultier, francuski snowboardzista
- 1988:
  - Jurij Aleksandrow, rosyjski hokeista
  - Zainadine Júnior, mozambicki piłkarz
  - Nichkhun, tajsko-amerykański raper, piosenkarz, autor tekstów, aktor, model, członek zespołu 2PM[potrzebny przypis]
  - Candice Patton, amerykańska aktorka
  - Micah Richards, angielski piłkarz
- 1989:
  - Jarret Eaton, amerykański lekkoatleta, płotkarz
  - Hajk Iszchanian, ormiański piłkarz
  - Kortez, polski wokalista, kompozytor, gitarzysta, pianista, puzonista
  - Shukhrat Mukhammadiev, uzbecki piłkarz
  - Rudy Verhoeff, kanadyjski siatkarz
  - Wang Xiaoli, chińska badmintonistka
- 1990:
  - Erica Alexander, amerykańska lekkoatletka, sprinterka
  - Dzon Delarge, kongijski piłkarz
  - Denis Kaliberda, niemiecki siatkarz pochodzenia ukraińskiego
  - Kelvin Leerdam, holenderski piłkarz pochodzenia surinamskiego
  - Jaroslava Pencová, słowacka siatkarka
  - Richard Sukuta-Pasu, niemiecki piłkarz pochodzenia kongijskiego
- 1991:
  - Jakub Banaszek, polski prawnik, samorządowiec, prezydent Chełma
  - Mutazz Isa Barszim, katarski lekkoatleta, skoczek wzwyż pochodzenia sudańskiego
  - Moez Ben Cherifia, tunezyjski piłkarz, bramkarz
  - Amina Benabderrahmane, algierska zapaśniczka
  - Mark Ehrenfried, niemiecki pianista
  - Jakub Jamróg, polski żużlowiec
  - Yasmin Paige, brytyjska aktorka
  - David Stockton, amerykański koszykarz
  - Jan Ziobro, polski skoczek narciarski
- 1992:
  - David Alaba, austriacki piłkarz pochodzenia nigeryjskiego
  - Merika Enne, fińska snowboardzistka
  - Raven Goodwin, amerykańska aktorka
  - Samuel Harrison, brytyjski kolarz szosowy, torowy i przełajowy
  - Stuart Hogg, szkocki rugbysta
  - Germán Sánchez, meksykański skoczek do wody
  - Isaac Thelin, szwedzki piłkarz
  - Katarzyna Trzeciak, polska koszykarka
- 1993:
  - Piero Barone, włoski muzyk, wokalista, członek zespołu Il Volo
  - Anna Jermina, rosyjska lekkoatletka, chodziarka
  - Stina Nilsson, szwedzka biegaczka narciarska
  - Heydi Rodríguez, kubańska siatkarka
- 1994:
  - Mitch Evans, nowozelandzki kierowca wyścigowy
  - Ruth Hamblin, kanadyjska koszykarka
  - Fiston Mayele, kongijski piłkarz
  - Darja Mieżecka, rosyjska judoczka
  - Erin Moriarty, amerykańska aktorka
  - Przemysław Szymiński, polski piłkarz
  - Robert Świtoń, polski futsalista
  - Matt Turner, amerykański piłkarz
  - Lily Williams, amerykańska kolarka torowa i szosowa
- 1995:
  - Wasyl Mychajłow, ukraiński zapaśnik
  - Hervin Ongenda, francuski piłkarz pochodzenia kongijskiego
- 1996:
  - Laszlo De Paepe, belgijski siatkarz
  - Luke Kennard, amerykański koszykarz
  - Alen Ožbolt, słoweński piłkarz
  - Shūhei Tada, japoński lekkoatleta, sprinter
- 1997:
  - Ivenzo Comvalius, surinamski piłkarz
  - Kevon Harris, amerykański koszykarz
  - Peter Kadiru, niemiecki bokser pochodzenia ghańskiego
  - Jasurbek Yaxshiboyev, uzbecki piłkarz
- 1998:
  - Gabriela Kopáčová, czeska siatkarka
  - Daniił Kulikow, rosyjski piłkarz
- 1999 – Darwin Núñez, urugwajski piłkarz
- 2000:
  - Nuria Brancaccio, włoska tenisistka
  - Nehuén Pérez, argentyński piłkarz
- 2001:
  - Logan Currie, nowozelandzki kolarz szosowy
  - Antonio Tiberi, włoski kolarz szosowy
- 2002:
  - Jekatierina Kurakowa, rosyjsko-polska łyżwiarka figurowa
  - Darlan Souza, brazylijski siatkarz
- 2004:
  - Erika Andriejewa, rosyjska tenisistka
  - Mattia Boninfante, włoski siatkarz
- 2005:
  - Luka Filip, słoweński skoczek narciarski
  - Anastasija Ownarska, macedońska siatkarka

## Zmarli
- 843 – Gunthar, biskup Nantes, święty (ur. ?)
- 1186 – (lub 23 czerwca) Robert z Torigni, normandzki zakonnik, kronikarz (ur. ok. 1106)
- 1195 – Albrecht I Pyszny, margrabia Miśni (ur. 1158)
- 1241 – Iwan Asen II, car Bułgarii (ur. ?)
- 1314 – Gilbert de Clare, angielski możnowładca (ur. 1291)
- 1332 – Wincenty z Szamotuł, polski szlachcic, wojewodowie poznańscy, starosta generalny Wielkopolski (ur. ?)
- 1383 – Mateusz Kantakuzen, cesarz bizantyński, despota Morei (ur. ?)
- 1398 – Hongwu, cesarz Chin (ur. 1328)
- 1407 – Teodor I Paleolog, despota Morei (ur. po 1347)
- 1439 – Fryderyk IV Habsburg, książę Austrii i Tyrolu (ur. 1382)
- 1498 – Henryk I Starszy z Podiebradów, książę ziębicki, oleśnicki i wołowski, hrabia kłodzki (ur. 1448)
- 1519 – Lukrecja Borgia, księżna Ferrary (ur. 1480)
- 1520 – Sumimoto Hosokawa, japoński samuraj (ur. 1489)
- 1522 – Franchino Gaffurio, włoski kompozytor, teoretyk muzyki (ur. 1451)
- 1564 – Rani Durgavati, królowa Gondwany (ur. 1524)
- 1569 – Małgorzata, księżniczka pomorska, księżna brunszwicka na Grubenhagen (ur. 1518)
- 1604 – Edward de Vere, angielski dworzanin, poeta (ur. 1550)
- 1627 – Leone Leoni, włoski kompozytor (ur. ok. 1560)[potrzebny przypis]
- 1637 – Nicolas-Claude Fabri de Peiresc, francuski astronom, botanik, numizmatyk (ur. 1580)
- 1643 – John Hampden, angielski polityk (ur. 1594)
- 1693 – Isaac Willaerts, holenderski malarz (ur. 1620)[potrzebny przypis]
- 1700 – Jan Morawski, polski jezuita, kaznodzieja, pisarz teologiczny, nauczyciel (ur. 1633)
- 1728 – Samuel Friedrich Lauterbach, niemiecki teolog luterański, historyk (ur. 1662)
- 1748 – William Adam, szkocki architekt (ur. 1689)
- 1766 – Adrien Maurice de Noailles, francuski dowódca wojskowy, marszałek Francji, polityk (ur. 1678)
- 1768:
  - Johann Julius Hecker, niemiecki teolog protestancki, pedagog (ur. 1707)
  - Maria Leszczyńska, królewna polska, królowa Francji (ur. 1703)
- 1775 – Antonio Sersale, włoski duchowny katolicki, arcybiskup Neapolu, kardynał (ur. 1702)
- 1792 – Giovanni Antinori, włoski architekt (ur. 1734)
- 1794:
  - Rosalie Filleul, francuska portrecistka, malarka martwych natur (ur. 1752)
  - Jérôme Pétion de Villeneuve, francuski polityk, rewolucjonista (ur. 1756)
- 1798 – Maria Krystyna Habsburg, arcyksiężniczka austriacka, księżna cieszyńska, namiestniczka Niderlandów Habsburskich (ur. 1742)
- 1817 – Józef Yuan Zaide, chiński duchowny katolicki, męczennik, święty (ur. 1766)
- 1831 – Iwan Mohylnyckyj, ukraiński duchowny greckokatolicki, działacz oświatowy (ur. 1778)
- 1835 – Jacques Claude Beugnot, francuski polityk (ur. 1761)
- 1846 – Mariano Egaña, chilijski prawnik, polityk (ur. 1793)
- 1853 – Charles Gabriel Pravaz, francuski lekarz ortopeda, wynalazca (ur. 1791)
- 1860 – Hieronim Bonaparte, francuski polityk, król Westfalii, marszałek Francji, brat Napoleona (ur. 1784)
- 1861 – John Campbell, brytyjski arystokrata, pisarz, polityk (ur. 1779)
- 1875 – Henri Labrouste, francuski architekt (ur. 1801)
- 1877 – Robert Dale Owen, amerykański polityk, dyplomata, spirytysta pochodzenia szkockiego (ur. 1801)[8]
- 1880 – Jules Antoine Lissajous, francuski fizyk, matematyk (ur. 1822)
- 1892 – Anton Biermer, niemiecki internista (ur. 1827)
- 1896 – Romuald Pląskowski, polski psychiatra (ur. 1821)
- 1897 – Sámuel Brassai, węgierski językoznawca, filozof, przyrodnik (ur. 1800)[potrzebny przypis]
- 1905 – Kazimierz Kelles-Krauz, polski socjalista, filozof, socjolog, publicysta, pedagog (ur. 1872)
- 1906 – Franciszek Morawski, polski dziennikarz, działacz socjalistyczny i niepodległościowy (ur. 1847)
- 1908 – Grover Cleveland, amerykański polityk, prezydent USA (ur. 1837)
- 1909:
  - Sarah Orne Jewett, amerykańska pisarka (ur. 1849)
  - Daniel B. Lucas, amerykański prawnik, poeta (ur. 1836)
- 1910 – Juan Williams, chilijski kontradmirał (ur. 1825)
- 1922:
  - Walther Rathenau, niemiecki przemysłowiec, pisarz, polityk pochodzenia żydowskiego (ur. 1867)
  - William Rockefeller, amerykański finansista (ur. 1841)
- 1923 – Edith Södergran, fińska poetka (ur. 1892)
- 1924:
  - Narcisa Amália, brazylijska dziennikarka, poetka (ur. 1856)
  - Emil Dunikowski, polski geolog, podróżnik (ur. 1855)
- 1926 – Aleksander Iwaszkiewicz, polski komandor porucznik (ur. 1880)
- 1928 – John Horace Round, brytyjski historyk, genealog (ur. 1854)
- 1929 – Queenie Newall, brytyjska łuczniczka (ur. 1854)
- 1930 – Łazarz Rock, polski architekt pochodzenia żydowskiego (ur. 1872)
- 1931:
  - Władysław Jaxa-Rożen, polski inżynier rolnik, generał brygady (ur. 1875)
  - Xiang Zhongfa, chiński działacz komunistyczny i związkowy (ur. 1880)
- 1932 – Władimir Rubaszkin, rosyjski histolog, wykładowca akademicki (ur. 1876)
- 1934 – Stanisław Franciszek Pękosławski, polski inżynier, polityk, wojewoda kielecki (ur. 1870)
- 1935 – Carlos Gardel, argentyński śpiewak tanga pochodzenia francuskiego (ur. 1890)
- 1936 – Józef Radwan, polski prawnik, literat, dziennikarz, drukarz, wydawca (ur. 1858)
- 1938 – Jan Sosnowski, polski fizjolog (ur. 1876)
- 1940:
  - Alfred Fowler, brytyjski astronom (ur. 1868)
  - Frédéric-Vincent Lebbe, belgijski lazarysta, misjonarz (ur. 1877)
  - Joseph Meister, Francuz, pierwszy biorca skutecznej szczepionki przeciwko wściekliźnie (ur. 1876)
- 1941:
  - Josef Leopold, austriacki podpułkownik, polityk nazistowski (ur. 1889)
  - Bruno Tschötschel, niemiecki rzeźbiarz (ur. 1874)
  - Aleksander Węgierko, polski aktor, reżyser teatralny pochodzenia żydowskiego (ur. 1893)
- 1942:
  - Ludwig Aschoff, niemiecki anatomopatolog, wykładowca akademicki (ur. 1866)
  - Maksymilian Binkiewicz, polski duchowny katolicki, męczennik, błogosławiony (ur. 1908)
  - Władysław Mitkowski, polski radiotechnik, kapral rezerwy, żołnierz AK, podharcmistrz (ur. 1914)
  - Stanisław Nowakowski, polski dziennikarz, działacz narodowy na Warmii i Pomorzu (ur. 1889)
  - Josef Páta, czeski językoznawca, slawista, sorabista, tłumacz (ur. 1886)
- 1943:
  - Frederick H. Evans, brytyjski fotograf (ur. 1853)
  - Stanisław Wańkowicz, polski ziemianin, polityk, senator RP (ur. 1885)
- 1944:
  - Jan Lech, polski major dyplomowany piechoty, cichociemny (ur. 1907)
  - Adam Rysiewicz, polski działacz socjalistyczny i niepodległościowy, jeden z przywódców PPS-WRN i Gwardii Ludowej WRN w Małopolsce (ur. 1918)
- 1946:
  - Marian Bernaciak, polski major, żołnierz ZWZ-AK i Zrzeszenia WiN (ur. 1917)
  - Roman Markuszewicz, polski psychiatra, neurolog, psychoanalityk (ur. 1894)
- 1947 – Eugeniusz Zahorski, polski szachista (ur. 1881)
- 1948:
  - Leon Dziubecki, polski nauczyciel, prezes Zarządu Głównego konspiracyjnego Stronnictwa Narodowego (ur. 1904)
  - Tadeusz Zieliński, polski żołnierz AK, dowódca oddziału WiN (ur. 1927)
- 1949 – Temistoklis Sofulis, grecki polityk, premier Grecji (ur. 1860)
- 1950:
  - Walerian Charkiewicz, polski historyk, publicysta, poeta (ur. 1890)
  - Iwan Szmielow, rosyjski pisarz (ur. 1873)
- 1951 – Stefan Kirtiklis, polski major żandarmerii, urzędnik państwowy (ur. 1890)
- 1953 – Jashar Erebara, albański prawnik, dziennikarz, działacz niepodległościowy, polityk (ur. 1873)
- 1952:
  - Lodewijk Mortelmans, flamandzki kompozytor, dyrygent, pedagog (ur. 1868)
  - George Pearce, australijski polityk (ur. 1870)
- 1954:
  - Albrecht Eugeniusz, książę wirtemberski (ur. 1895)
  - Thomas Denman, brytyjski arystokrata, polityk (ur. 1874)
  - Gieorgij Grebner, radziecki scenarzysta filmowy (ur. 1892)
- 1956 – Elton Watkins, amerykański prawnik, polityk (ur. 1881)
- 1957 – František Kupka, czeski malarz (ur. 1871)
- 1958 – Oscar Parkes, brytyjski lekarz, historyk marynarki (ur. 1885)
- 1962 – Lucile Watson, kanadyjska aktorka (ur. 1879)
- 1963:
  - María Guadalupe García Zavala, meksykańska zakonnica, święta (ur. 1878)
  - József Turay, węgierski piłkarz (ur. 1905)
- 1964 – Władysław Zych, polski artysta plastyk (ur. 1900)
- 1965 – Aleksander Kossowski, polski historyk, archiwista (ur. 1886)
- 1968 – Audrey Layne Jeffers, trynidadzko-tobagijska polityk (ur. 1898)
- 1969 – Willy Ley, niemiecko-amerykański pisarz, historyk nauki, inżynier (ur. 1906)
- 1970:
  - Eman Fiala, czeski aktor, kompozytor (ur. 1899)
  - Eugeniusz Szermentowski, polski pisarz, dziennikarz (ur. 1904)
- 1971:
  - Kurt Kuppers, niemiecki pilot wojskowy, as myśliwski (ur. 1894)
  - Hans Mersmann, niemiecki muzykolog (ur. 1891)
  - Niek Michel, holenderski piłkarz, bramkarz (ur. 1912)
  - Gunnar Sköld, szwedzki kolarz szosowy (ur. 1894)
- 1973 – Stanisław Herbst, polski historyk wojskowości, varsavianista, encyklopedysta (ur. 1907)
- 1974 – Stanisław Ziemiański, polski piłkarz, sędzia i działacz piłkarski (ur. 1892)
- 1975:
  - Louis Hudson, kanadyjski hokeista (ur. 1898)
  - Wendell Ladner, amerykański koszykarz (ur. 1948)
  - Luigi Raimondi, włoski kardynał (ur. 1912)
  - Louis Van Hege, belgijski piłkarz, bobsleista (ur. 1889)
- 1976:
  - Imogen Cunningham, amerykańska fotografka (ur. 1883)
  - Samuel Dushkin, amerykański skrzypek, pedagog pochodzenia żydowskiego (ur. 1891)
  - Minor White, amerykański fotograf (ur. 1908)
- 1977 – Helena Grześkiewicz, polska artystka plastyk, ceramiczka (ur. 1908)
- 1978:
  - Ahmad al-Ghaszmi, jemeński generał, polityk, prezydent Jemenu Północnego (ur. 1935)[potrzebny przypis]
  - Mstisław Kiełdysz, radziecki matematyk, mechanik, aerohydrodynamik (ur. 1911)
- 1979 – István Örkény, węgierski prozaik, dramaturg (ur. 1912)
- 1980:
  - Arnaldo, brazylijski piłkarz (ur. 1894)
  - Varahagiri Venkata Giri, indyjski prawnik, działacz związkowy, polityk, wiceprezydent i prezydent Indii (ur. 1894)
  - Tokuji Hayakawa, japoński przedsiębiorca (ur. 1893)
  - Boris Kaufman, amerykański operator filmowy pochodzenia żydowskiego (ur. 1897)
  - Stanisław Możdżeński, polski reżyser filmowy (ur. 1916)
  - Olech Szczepski, polski pediatra (ur. 1914)
- 1982 – Jakob Streitle, niemiecki piłkarz, trener (ur. 1916)
- 1986:
  - Mika Antić, serbski poeta (ur. 1932)
  - Krystyna Kuliczkowska, polska historyk i krytyk literacka (ur. 1912)
- 1987 – Jackie Gleason, amerykański aktor, komik, piosenkarz (ur. 1916)
- 1989 – Theodore B. Werner, amerykański polityk (ur. 1892)
- 1990 – Germán Suárez Flamerich, wenezuelski polityk, tymczasowy prezydent Wenezueli (ur. 1907)
- 1991:
  - Czesław Białas, polski sztangista (ur. 1931)
  - Franz Hengsbach, niemiecki duchowny katolicki, biskup Essen, kardynał (ur. 1910)
  - Rufino Tamayo, meksykański malarz, grafik (ur. 1899)
  - Jerzy Trzeciak, polski konstruktor lotniczy, szybownik (ur. 1928)
- 1992:
  - Gyula Polgár, węgierski piłkarz (ur. 1910)
  - Rudolf Svedberg, szwedzki zapaśnik (ur. 1910)
- 1993:
  - Bohdan Baranowski, polski historyk, orientalista, regionalista (ur. 1915)
  - Archie Williams, amerykański lekkoatleta, sprinter (ur. 1915)
- 1997:
  - Brian Keith, amerykański aktor (ur. 1921)[9]
  - Erik Solbakken, norweski reżyser filmowy (ur. 1943)[potrzebny przypis]
- 1999 – Władysław Pawlak, polski koszykarz, trener (ur. 1932)
- 2000:
  - Vintilă Cossini, rumuński piłkarz (ur. 1913)
  - Roman Kosierkiewicz, polski aktor (ur. 1925)
- 2001:
  - Iwan Babak, radziecki pilot wojskowy, as myśliwski (ur. 1919)
  - Siergiej Czorny, rosyjski seryjny morderca (ur. 1977)
- 2002:
  - Jan Burda, polski dziennikarz radiowy (ur. 1972)
  - Pierre Werner, luksemburski polityk, premier Luksemburga (ur. 1913)
- 2003 – Władimir Garin, rosyjski aktor (ur. 1987)
- 2004 – Andrzej Giersz, polski ekonomista, polityk, minister budownictwa i przemysłu materiałów budowlanych oraz gospodarki komunalnej (ur. 1924)
- 2005 – Paul Winchell, amerykański aktor, brzuchomówca (ur. 1922)
- 2006:
  - Børre Falkum-Hansen, norweski żeglarz sportowy (ur. 1919)
  - Heinz-Günther Lehmann, niemiecki pływak (ur. 1923)
- 2007:
  - Chris Benoit, kanadyjski wrestler (ur. 1967)
  - Derek Dougan, północnoirlandzki piłkarz, trener (ur. 1938)
  - Léon Jeck, belgijski piłkarz (ur. 1947)
  - Anderson Jones, amerykański krytyk filmowy (ur. 1969)
  - Natasja, duńsko-sudańska raperka, piosenkarka reggae (ur. 1974)
  - Hans Sturm, niemiecki piłkarz (ur. 1935)
  - Nicola Zaccaria, grecki śpiewak operowy (bas-baryton) (ur. 1923)
- 2008:
  - Charles Dempsey, nowozelandzki działacz piłkarski pochodzenia szkockiego (ur. 1921)
  - Leonid Hurwicz, amerykański ekonomista pochodzenia polsko-żydowskiego, laureat Nagrody Banku Szwecji im. Alfreda Nobla w dziedzinie ekonomii (ur. 1917)
  - Wiktor Kuźkin, rosyjski hokeista (ur. 1940)
  - Józef Szajna, polski malarz, scenograf, reżyser teatralny (ur. 1922)
  - Lew Woronin, radziecki polityk (ur. 1928)
- 2009:
  - Matei Călinescu, rumuński prozaik, eseista, historyk literatury (ur. 1934)
  - Roméo LeBlanc, kanadyjski dziennikarz, polityk, gubernator generalny Kanady (ur. 1927)
  - Martin Holm, szwedzki kick-boxer (ur. 1976)
- 2010:
  - Jarosław Isajewycz, ukraiński historyk (ur. 1936)
  - Kazimierz Paździor, polski bokser (ur. 1935)
  - Leszek Wiktorowicz, polski kapitan żeglugi wielkiej (ur. 1937)
  - Zbigniew Żakiewicz, polski pisarz, publicysta, historyk literatury, rusycysta (ur. 1933)
- 2011 – Tomislav Ivić, chorwacki piłkarz, trener (ur. 1933)
- 2012:
  - Julian Boss-Gosławski, polski rzeźbiarz (ur. 1926)
  - Hanna Lachman, polska aktorka (ur. 1937)
  - Miki Roqué, hiszpański piłkarz (ur. 1988)
  - Rudolf Schmid, niemiecki duchowny katolicki, biskup Augsburga (ur. 1914)
- 2013:
  - Emilio Colombo, włoski polityk, premier Włoch, przewodniczący Parlamentu Europejskiego (ur. 1920)
  - Javier de Belaúnde Ruiz de Somocurcio, peruwiański historyk, prawnik, polityk (ur. 1909)
  - Joannes Gijsen, holenderski duchowny katolicki, biskup Reykjavíku (ur. 1932)
  - Gabriela Górska, polska pisarka (ur. 1939)
  - Vasile Tiță, rumuński bokser (ur. 1928)
  - Stanisław Werner, polski fizyk, inżynier, żołnierz AK, uczestnik powstania warszawskiego (ur. 1914)
- 2014:
  - Ryszard Krystosik, polski dyplomata (ur. 1934)
  - Eli Wallach, amerykański aktor (ur. 1915)
- 2015:
  - Cristiano Araújo, brazylijski piosenkarz, autor tekstów (ur. 1986)
  - Walter Browne, amerykański szachista (ur. 1949)
  - Witold Kondracki, polski matematyk (ur. 1950)
- 2016 – Urszula Nałęcz, polska zakonnica, misjonarka (ur. 1934)
- 2018:
  - Xiomara Alfaro, kubańska piosenkarka (ur. 1930)
  - Stanley Anderson, amerykański aktor (ur. 1939)
  - Siergiej Ogorodnikow, rosyjski hokeista (ur. 1986)
- 2019:
  - Billy Drago, amerykański aktor, producent filmowy, kaskader (ur. 1945)
  - Krzysztof Komornicki, polski kierowca wyścigowy i rajdowy (ur. 1931)
  - Jörg Stübner, niemiecki piłkarz (ur. 1965)
- 2020:
  - Alfredo Biondi, włoski prawnik, polityk, minister sprawiedliwości (ur. 1928)
  - Jurij Diaczuk-Stawycki, ukraiński piłkarz, trener (ur. 1947)
- 2021:
  - Benigno Aquino, filipiński polityk, prezydent Filipin (ur. 1960)
  - Sonny Callahan, amerykański polityk (ur. 1932)
  - Zdzisław Chlewiński, polski duchowny katolicki, pedagog, psycholog (ur. 1929)
  - Franco Festorazzi, włoski duchowny katolicki, arcybiskup Ankony-Osimo (ur. 1928)
  - Alain Lebeaupin, francuski duchowny katolicki, arcybiskup, nuncjusz apostolski (ur. 1945)
  - Paul Mea, kirybatyjski duchowny katolicki, biskup Tarawy i Nauru (ur. 1939)
  - Antoni Nieroba, polski piłkarz (ur. 1939)
  - Eleazar Soria, peruwiański piłkarz (ur. 1948)
- 2023:
  - Kazimierz Bobowski, polski historyk (ur. 1939)
  - Cédric Roussel, belgijski piłkarz (ur. 1978)
  - Dean Smith, amerykański lekkoatleta, sprinter (ur. 1932)
- 2024:
  - Seth Binzer, amerykański muzyk, wokalista, członek zespołu Crazy Town (ur. 1974)
  - Thanasis Kamburelis, grecki matematyk, informatyk, projektant komputerów Odra (ur. 1932)
- 2025 – Pitirim (Wołoczkow), rosyjski biskup prawosławny, arcybiskup syktywkarski i komi-zyriański (ur. 1961)